# Boris Pahor
Boris Pahor (Trieste, 26 de agosto de 1913-Trieste, 30 de mayo de 2022) fue un escritor esloveno. Una de sus obras más sobresalientes es la novela autobiográfica Necrópolis donde plasmó su experiencia en un campo de concentración.

## Biografía
Una vez terminada la Primera Guerra Mundial Trieste, la ciudad natal de Pahor, fue anexada por parte del reino de Italia. El escritor, parte de la comunidad eslovena, en julio de 1920 presenció el incendio de la Casa de la cultura eslovena (Narodni dom) por parte de los fascistas. Con la Ley nro. 2185 del 1 de octubre de 1923, también llamada Riforma scolastica Gentile, fue prohibida la enseñanza de la lengua eslovena en las escuelas, obligando a Pahor a estudiar en las escuelas italianas. 
Realizó estudios de secundaria en el instituto de Koper y en el seminario de sacerdotes de Gorizia, donde estudió teología durante dos años. Al respecto de esto aclaró:

Mis padres me mandaron al seminario no porque me quisieran hacer sacerdote sino porque no sabían dónde mandarme. Era difícil estudiar a escondidas en esloveno porque no se encontraban los libros. Los nuestros los habían quemado. Hemos llevado una vida paralela: italiana en el estudio y eslovena como convicción. Ahí comprendí que ningún poder podía obligarme a cambiar de identidad. Con otros compañeros estudiábamos cultura eslovena a escondidas.

En 1940 fue enviado como soldado a Libia. En Italia trabajó después como traductor de oficiales prisioneros yugoslavos en Bogliaco, en las orillas del lago de Garda.
Tras la caída del régimen fascista, se alistó en el Frente yugoslavo de liberación. En 1944 fue hecho prisionero por los colaboracionistas y después trasladado al campo de concentración de Natzweiler-Struthof, luego reubicado en Dachau y enviado a otros tres campos: Mittelbau-Dora, Harzungen y Bergen-Belsen. Algunos de sus relatos se basan en las experiencias de ese período. Así recordaba el momento de su detención:

En pleno centro de Trieste, bajo la denuncia de los eslovenos colaboracionistas que sabían de mi antifascismo, fui arrestado por la Gestapo. Me esperaban con un camión blindado.

Tras su liberación estudió en Padua, donde se doctoró con un trabajo sobre el poeta esloveno Edvard Kocbek.
De 1953 a 1975 fue profesor en un instituto de Trieste. En 1955 publicó la novela Mesto v zalivu (La ciudad en la bahía), en 1956 Nomadi brez oaze (Nómadas sin oasis), en 1975 Zatemnitev (Oscurecimiento) y en 1978 la novela autobiográfica Spopad s pomladjo ("Lucha con la primavera"). En V labirintu (En el laberinto) regresó a las experiencias vividas durante su internamiento en los campos de concentración. Sin embargo su novela más sobresaliente fue Nekropola (Necrópolis, cuya traducción al castellano ha sido editada por Anagrama en mayo de 2010). Ésta fue escrita por Pahor en esloveno en 1966 y tuvo que esperar más de veinte años para ser traducida a otro idioma. Recién en 1990 fue traducida al francés.
Dentro de su obra crítica destaca un estudio histórico-literario sobre Srečko Kosovel. Durante muchos años fue editor de la revista Zaliv (La bahía). En 1984 salió a la luz su correspondencia con Edvard Kocbek entre 1940 y 1980.
En 1992 recibió el máximo premio dentro de la literatura eslovena, el Premio Prešeren. Más tarde fue nombrado Caballero de las Artes y las Letras por el Ministerio de Cultura de Francia y en 2007 recibió la Legión de Honor de manos del presidente de la República francesa. Fue reconocido en 2020 con el título de Caballero de la Gran Cruz de la Orden al Mérito de la República Italiana.
Su obra presenta afinidades con las de Primo Levi, Jorge Semprún e Imre Kertész.
Estuvo casado con Rada Premerl, quien falleció en 2009 a los ochenta y siete años, quien también había sido víctima del régimen fascista italiano.

## Obra
- Moj tržaški naslov 1948.
- Mesto v zalivu 1955.
- Vila ob jezeru 1955.
- Nomadi brez oaze 1956.
- Kres v pristanu 1959.
- Onkraj pekla so ljudje 1961.
- Nekropola 1967, Necrópolis, trad. de Barbara Pregelj. Barcelona: Anagrama, 2010.
- Varno naročje 1975.
- Zatemnitev 1975.
- Spopad s pomladjo 1978.
- V labirintu 1984.
- Zibelka sveta 1999.
- Dihanje morja 2001.
- Notranji odmevi 2003.